# 石巻商工信用組合

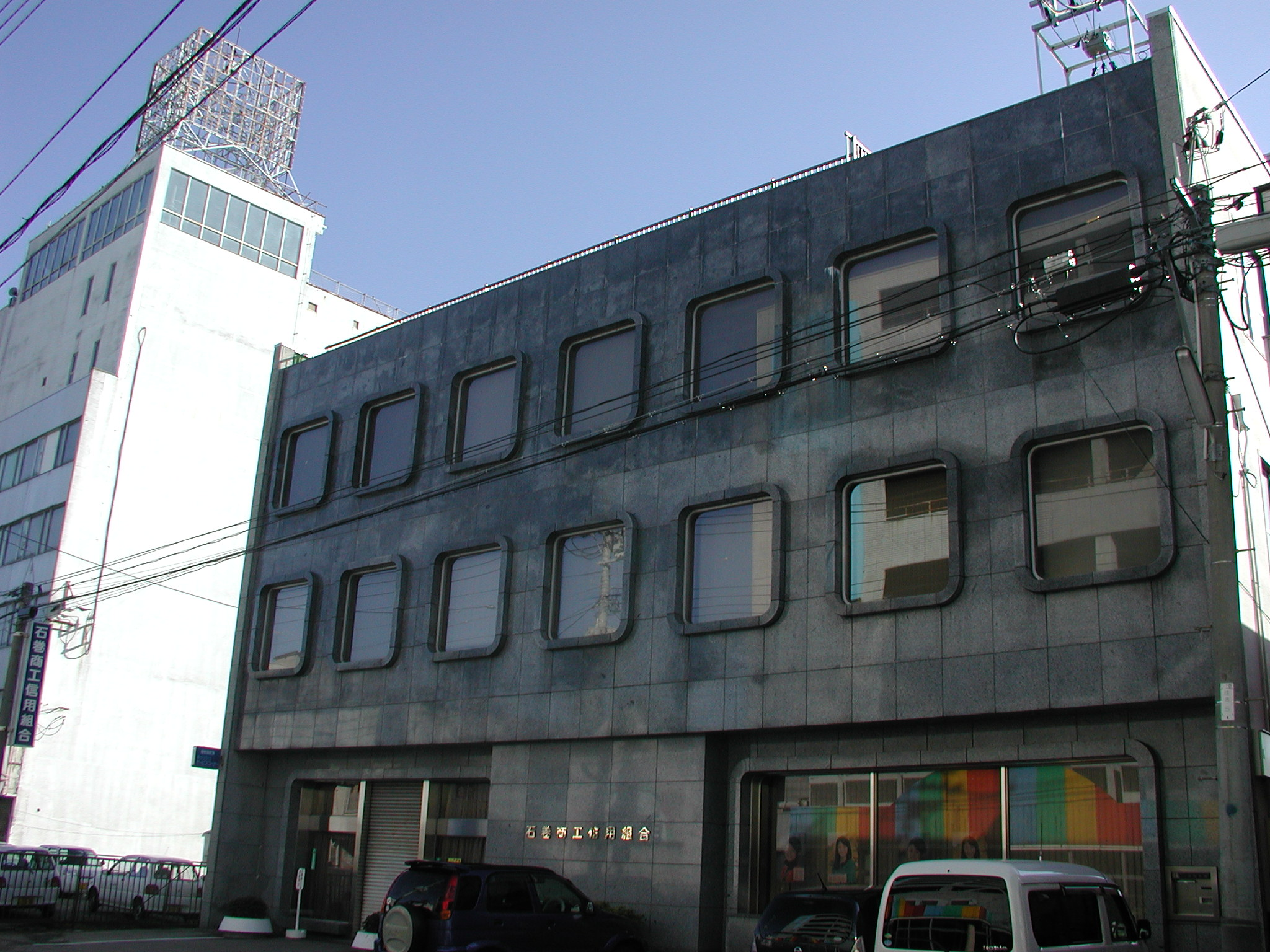
石巻商工信用組合旧本店

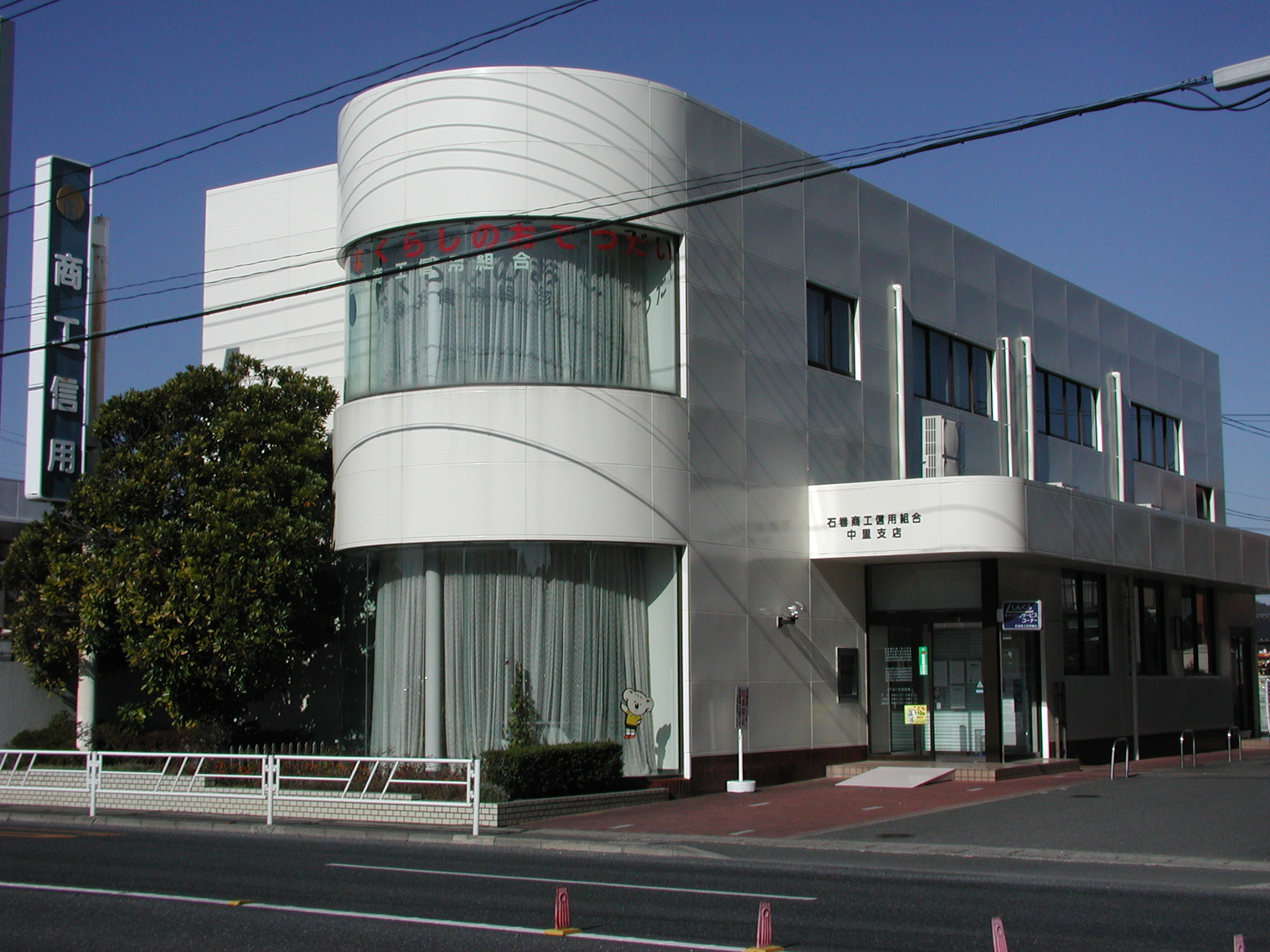
中里支店（2009年11月撮影）

石巻商工信用組合（いしのまきしょうこうしんようくみあい）は、宮城県石巻市に本店を置く信用組合である。

## 概要
設立は1955年（昭和30年）9月。ATMではしんくみ お得ねっと提携信用組合のカードによる出金は自組合扱いとなる。

## 沿革[2]
- 1955年（昭和30年）
  - 9月 - 事業認可、営業地域を石巻市、矢本町、河北町、渡波町、稲井村、女川町とする。
  - 9月 - 石巻商工会議所を仮店舗とし開設・営業開始。
- 1956年（昭和31年）5月 - 営業地域に河南町を加える。
- 1959年（昭和34年）6月 - 営業地域に鳴瀬町、雄勝町、桃生町、北上町、牡鹿町、松島町を加える。
- 1963年（昭和38年）6月 - 営業地域に志津川町、歌津町、津山町を加える。
- 1971年（昭和46年）6月 - 営業地域に登米町、豊里町を加える。
- 1973年（昭和48年）6月 - 営業地域に大郷町、鹿島台町、涌谷町、南郷町を加える。
- 1977年（昭和52年）6月 - 営業地域に本吉町を加える。
- 2005年（平成17年）7月 - 市町村合併により登米市と大崎市の営業地域を市内全域とする。
- 2011年（平成23年）
  - 3月 - 東日本大震災により被災。
  - 4月 - 本店・本部は中里支店内、湊支店は渡波支店内にて営業再開。
- 2015年（平成27年）7月 - 石巻市恵み野三丁目に本部・蛇田支店を新築・営業開始[3]。
- 2016年（平成28年）5月 - 石巻市中央二丁目に本店営業部を新築・営業開始[4]。
- 2019年（令和元年）10月 - 信組 ATM 通帳記帳提携開始[5]。
- 2021年（令和3年）4月 - セブン銀行ATM利用時の手数料を全時間帯、有料とした[6]。

## 支店
- 中里支店（石巻市中里一丁目3-5）[7]
- 飯野川支店（石巻市相野谷字飯野川町110）[8]
- 前谷地支店（石巻市前谷地字上楼屋5-1）[9]
- 松島支店（宮城郡松島町高城字町58-3）[10]
- 豊里支店（登米市豊里町新田町46）[11]
- 湊支店（石巻市湊町三丁目1-6）[12]
- 矢本支店（東松島市矢本字北浦35-1）[13]
- 登米支店（登米市登米町寺池長町14-1）[14]
- 蛇田支店（石巻市恵み野三丁目1-1）[15]
- 大街道支店（石巻市門脇字三番谷地1-408）[16]
- 渡波支店（石巻市三和町5-1）[17]